# Le Vieux-Bourg
 Le Vieux-Bourg  (en bretón Bourc'h-Kintin) es una población y comuna francesa, en la región de Bretaña, departamento de Côtes-d'Armor, en el distrito de Saint-Brieuc y cantón de Quintin.

## Demografía
| 899 | 816 | 759 | 665 | 645 | 608 |
| Para los censos de 1962 a 1999 la población legal corresponde a la población sin duplicidades (Fuente: INSEE [Consultar]) |     |     |     |     |     |